# Ialpug, Cimișlia
Ialpug este un sat din cadrul comunei Hîrtop din raionul Cimișlia Republica Moldova.

## Demografie

### Structura etnică
Structura etnică a localității conform recensământului populației din 2004:
| Grup etnic                    | Populație | % Procentaj |
| ----------------------------- | --------- | ----------- |
| Băștinași declarați Moldoveni | 325       | 95,59%      |
| Ucraineni                     | 14        | 4,12%       |
| Bulgari                       | 1         | 0,29%       |
| Total                         | 340       |             |